# Ser de España
El ser de España o problema de España es el nombre que suele designar un debate intelectual acerca de la identidad nacional española que surge con el regeneracionismo a finales del siglo XIX, y coincidiendo con la aparición de los nacionalismos periféricos. Confluye con el tópico de las dos Españas, imagen muy descriptiva de la división violenta y el enfrentamiento fratricida como característica de la historia contemporánea de España.
El objeto del debate no fue propiamente político o jurídico-constitucional —la definición de España como nación en sentido jurídico, tema que fue debatido en el proceso constituyente de 1978, donde se enfrentaron posturas de negación, matización y afirmación de la Nación española—; ni tampoco propiamente historiográfico —estudiar la construcción de la identidad nacional española, que se hizo históricamente como consecuencia de la prolongada existencia en el tiempo de las instituciones del Antiguo Régimen y, a veces, a pesar de ellas—. Lo que aquellos pensadores pretendían era dilucidar la preexistencia de un carácter nacional o ser de España, es decir: cuáles son «las esencias» de «lo español», y sobre todo, por qué es algo problemático en sí mismo o no lo es, frente al aparente mayor consenso nacional de otras naciones «más exitosas» en su definición, como la francesa o la alemana, planteando la posibilidad de que España sea o no una excepción histórica. Todo lo cual dio origen a un famoso debate ensayístico, literario e historiográfico que se prolongó por décadas y no ha terminado en la actualidad, con planteamientos y puntos de vista muy diferentes.
En muchas ocasiones, el propio debate ha sido objeto de crítica en sí mismo. Por un lado, por lo que supone de introspección negativa y, por otro, por la previa condición de buscar un esencialismo, es decir, una perspectiva filosófica en cuanto es una reflexión sobre la esencia, cuando lo propio de una perspectiva histórica sería el cambio en el tiempo, pues las naciones no son entes inmutables, sino construcciones de los humanos a lo largo del tiempo, incluso restringidas a la historia más contemporánea en lo que respecta a los modernos conceptos de nación y nacionalismo.

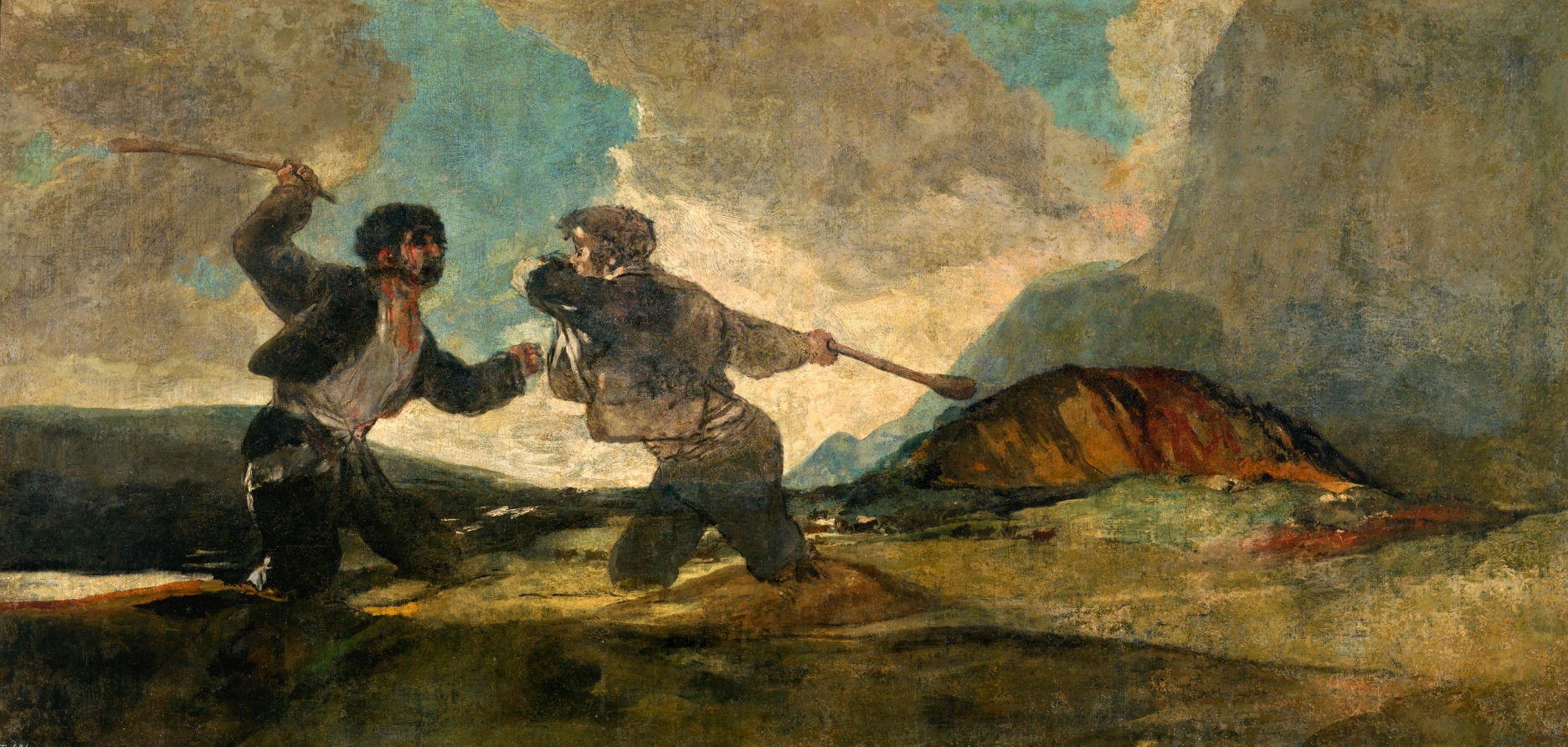
Duelo a garrotazos, de Goya, un referente icónico de las Dos Españas que el pintor aragonés retrata entre los dolores de su nacimiento.

## Inicio del debate intelectual

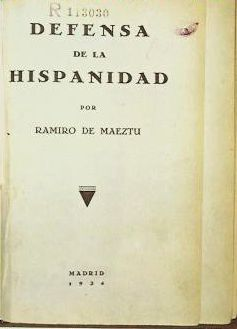
Este libro de 1934 representa una evolución de Ramiro de Maeztu hacia posiciones mucho más «imperiales» que las de su juventud.

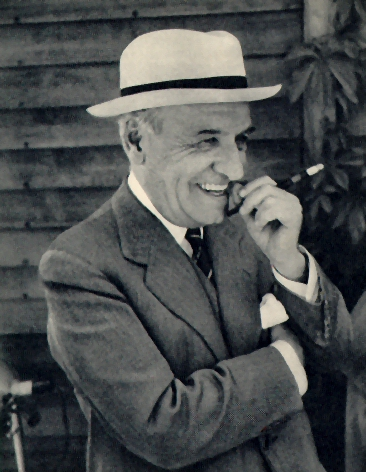
José Ortega y Gasset.Entre sus múltiples reflexiones sobre el problema de España, llegó a decir:«Lo que nos pasó y nos pasa a los españoles es que no sabemos lo que nos pasa».

Este tema ya aparece en el regeneracionismo de Joaquín Costa, con una aportación inicial muy significativa como fue la Introducción a un tratado de política textualmente de los refraneros, romanceros y gestas de la Península, de 1881 y siendo su obra más trascendente Oligarquía y caciquismo como la forma actual de gobierno en España: urgencia y modo de cambiarla, 1901; también en Ángel Ganivet cuando escribió Idearium español y también Porvenir de España, ambos de 1898, año en que se suicidó. Surge de las posiciones enfrentadas desde la denominada polémica de la ciencia española entre los krausistas, como Gumersindo de Azcárate o Francisco Giner de los Ríos y su Institución Libre de Enseñanza, y los pensadores que pueden calificarse de casticistas o reaccionarios, como Gumersindo Laverde o Marcelino Menéndez y Pelayo, director de la Biblioteca Nacional de España y autor de un descomunal estudio erudito donde identifica lo español con lo ortodoxamente católico, por contraste con lo que no lo es, aunque aparezca en España: Historia de los heterodoxos españoles, estando en el origen de la definición intelectual de lo que se acuñó como «Antiespaña».
Inmediatamente después, el Desastre de 1898 supuso un revulsivo conducente a la introspección y reflexión sobre sus causas, relacionándolas con el atraso relativo de España ante la modernidad, de forma paralela al concepto de naciones decadentes y naciones emergentes que se aplicaba en ese momento a Alemania frente a Inglaterra, Japón frente a Rusia o a Estados Unidos frente a España, muy al hilo de los argumentos a favor del imperialismo e incluso de las teorías de supremacía racial que en la época se consideraban científicas, como la eugenesia o el darwinismo social.
El debate es continuado por las generaciones de 1898 (Miguel de Unamuno En torno al casticismo, Del sentimiento trágico de la vida) y de 1914 (Ortega y Gasset Meditaciones del Quijote, España invertebrada, La rebelión de las masas, este último con una vocación territorial más amplia, y que tuvo gran repercusión en Europa). El debate entre ambos, expresado en la disyuntiva europeizar España o españolizar Europa, tuvo como frase más divulgada el ¡que inventen ellos! de Unamuno, que Ortega consideraba desviación africanista del maestro y morabito salmantino.
La identificación de lo español con lo castellano y la búsqueda en el paisaje y paisanaje de Castilla de sus características esenciales por parte de autores provenientes de la periferia ha sido considerada como una característica principal de la Generación del 98 (Unamuno, Ramiro de Maeztu, Pío Baroja [vascos], Azorín [valenciano], Antonio Machado [andaluz] y, menos claramente, Valle Inclán [gallego]). No se ocultaban los rasgos negativos: el atraso, la ignorancia, la envidia, el cainismo, la brutalidad (La busca, La tierra de Alvar González, Divinas palabras). El esperpento valleinclanesco (Luces de Bohemia), el expresionismo pictórico de José Gutiérrez Solana o la galería de tipos españoles de Ignacio Zuloaga son sus ilustraciones escénica y visual.
Se ha indicado que algunos miembros de la generación del 98 tuvieron una evolución o trayectoria vital «de izquierda a derecha», partiendo de posiciones próximas al movimiento obrero y muy críticas con la visión tradicionalista de España, para acabar reconciliándose con esta, sobre todo Ramiro de Maeztu y Azorín, y en cierto modo (más espiritual el primero y más escéptico el segundo) Miguel de Unamuno y Pío Baroja. Antonio Machado y Valle Inclán tuvieron una evolución contraria: de posiciones más «conservadoras» a otras más «progresistas». De eso dependió que unos u otros fueran reivindicados por la oposición al franquismo o por el pensamiento falangista y el nacionalcatolicismo de los primeros años de este. En realidad, vivieron de forma trágica la separación de las Dos Españas, y todos ellos participaron de una manera o de otra en un cuestionarse por el Ser de España que no tenía una respuesta clara. Quizá el mejor ejemplo lo dio la triste separación de los hermanos Machado: Manuel, en el bando sublevado y Antonio, en el republicano.
La generación de 1914, que se ha calificado como más europeísta y modernizadora, contó con intelectuales que se implicaron en política (Ortega, Manuel Azaña, Ramón Pérez de Ayala) y con otros que optaron por el apartamiento voluntario de la realidad (Juan Ramón Jiménez, Ramón Gómez de la Serna). Muchos otros autores, vinculados a esta generación, o a su etiqueta paralela (novecentismo de Eugeni d'Ors), aparecerán como los principales contribuyentes al debate sobre el Ser de España en las décadas posteriores a la guerra civil, tanto desde el exilio (Salvador de Madariaga, Américo Castro, Claudio Sánchez Albornoz...) como desde el interior de la España franquista (Manuel García Morente).

## Referencias en la literatura anterior

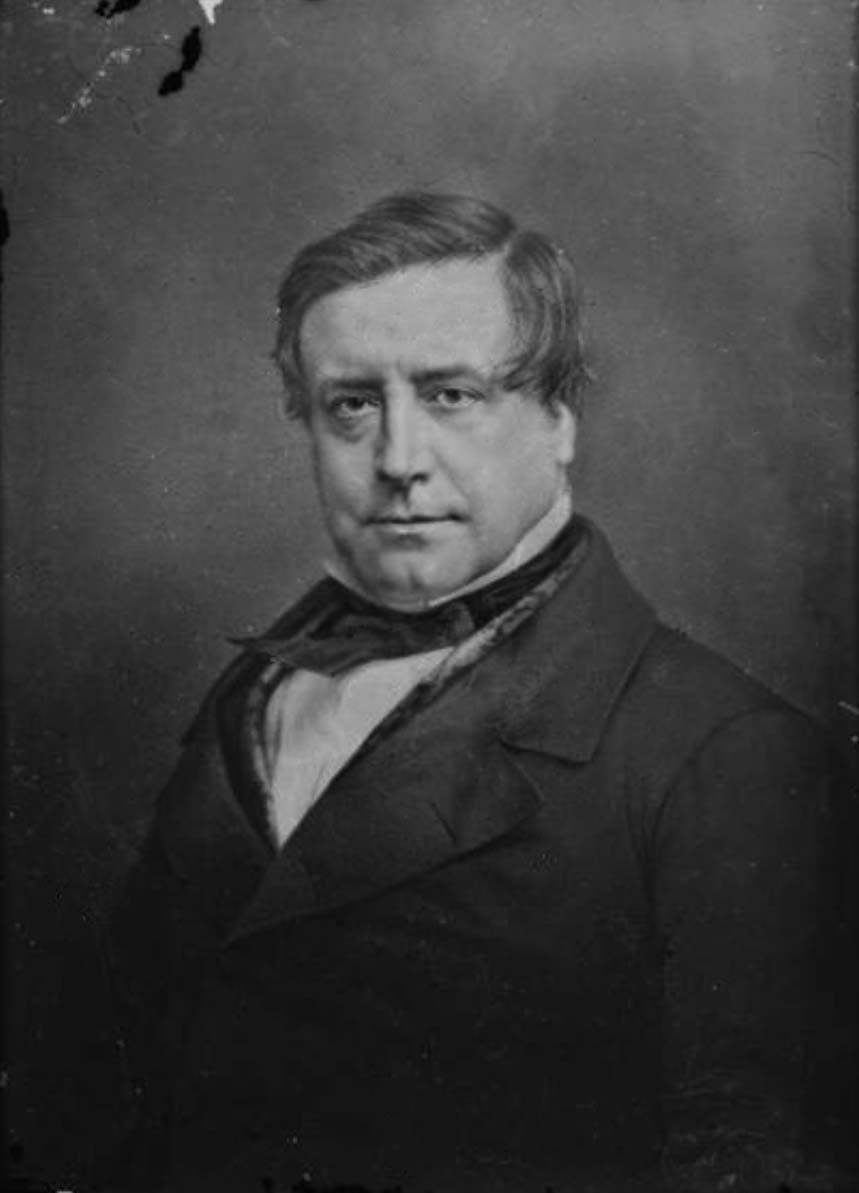
Washington Irving

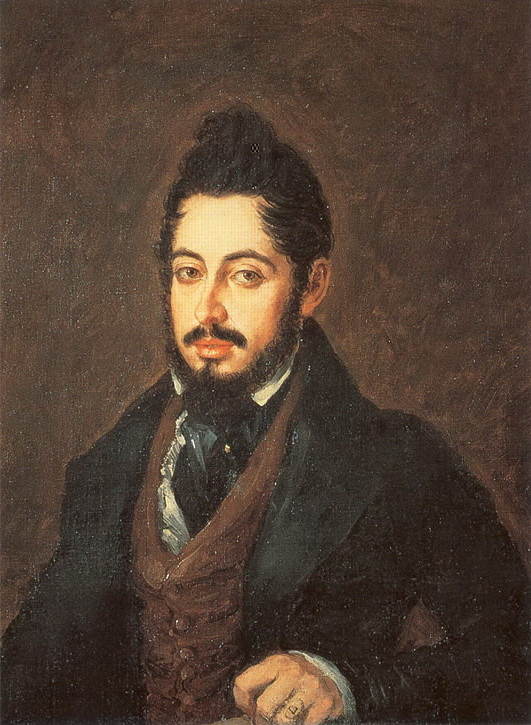
Mariano José de Larra, por José Gutiérrez de la Vega. (Museo Nacional del Romanticismo de Madrid). En el multitudinario entierro de Larra, comenzó a destacar otra figura señera del romanticismo, que llegaría a dominar la escena madrileña de los años siguientes: José Zorrilla, continuador del mito de Don Juan.

## «Las dos Españas»

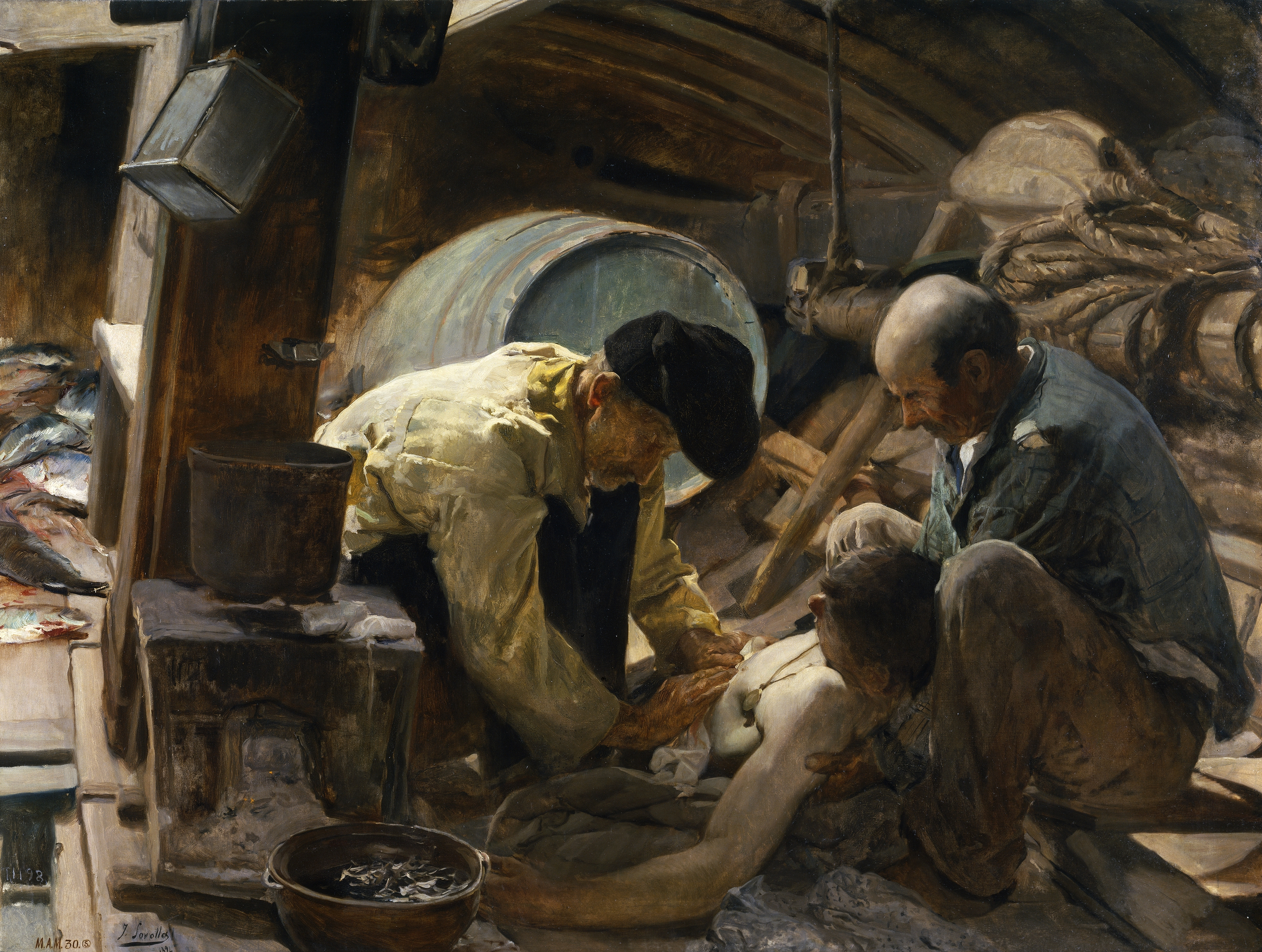
Y aún dicen que el pescado es caro, de Joaquín Sorolla, un ejemplo de pintura social.

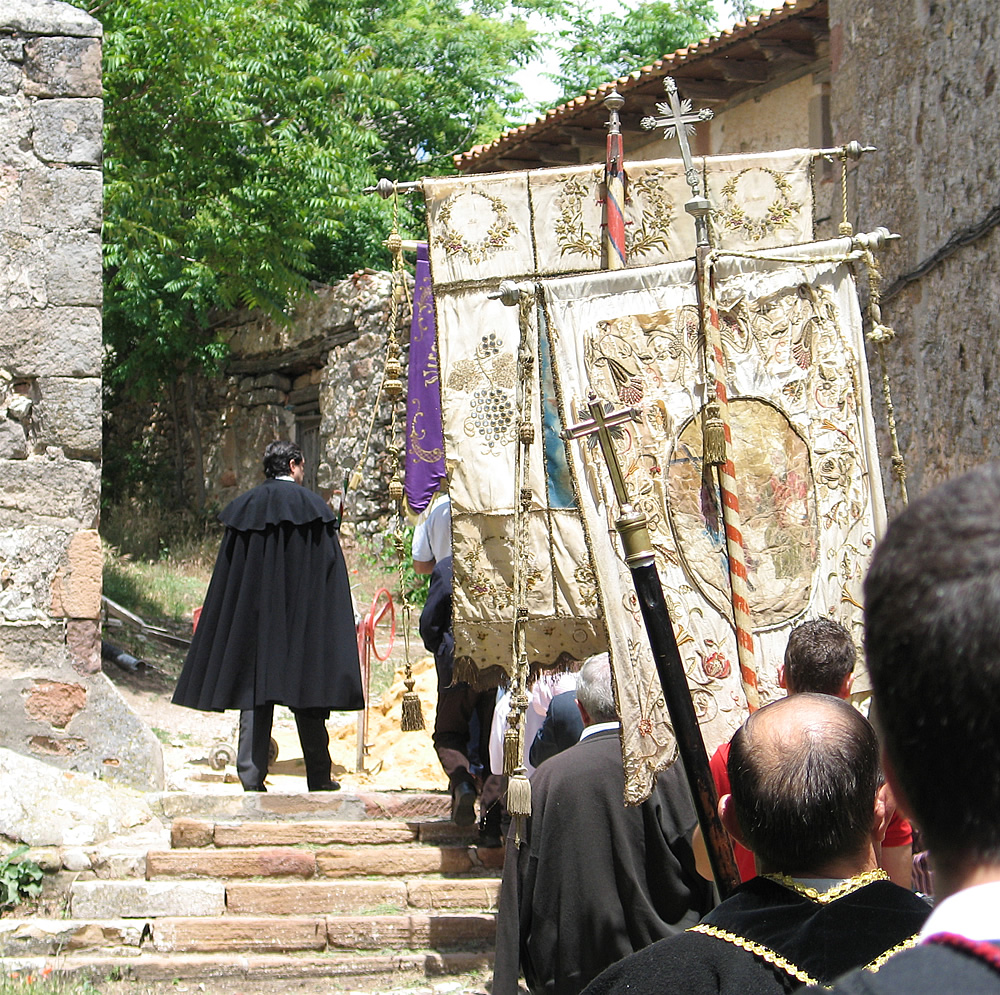
Procesión del Corpus en Atienza. Las manifestaciones del culto católico siguen siendo en la actualidad las convocatorias públicas de cualquier tipo seguidas por más cantidad de españoles de todas las zonas y clases sociales.

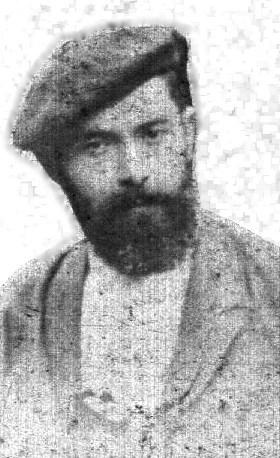
Sabino Arana, fundador del Partido Nacionalista Vasco.

## «La tercera España»

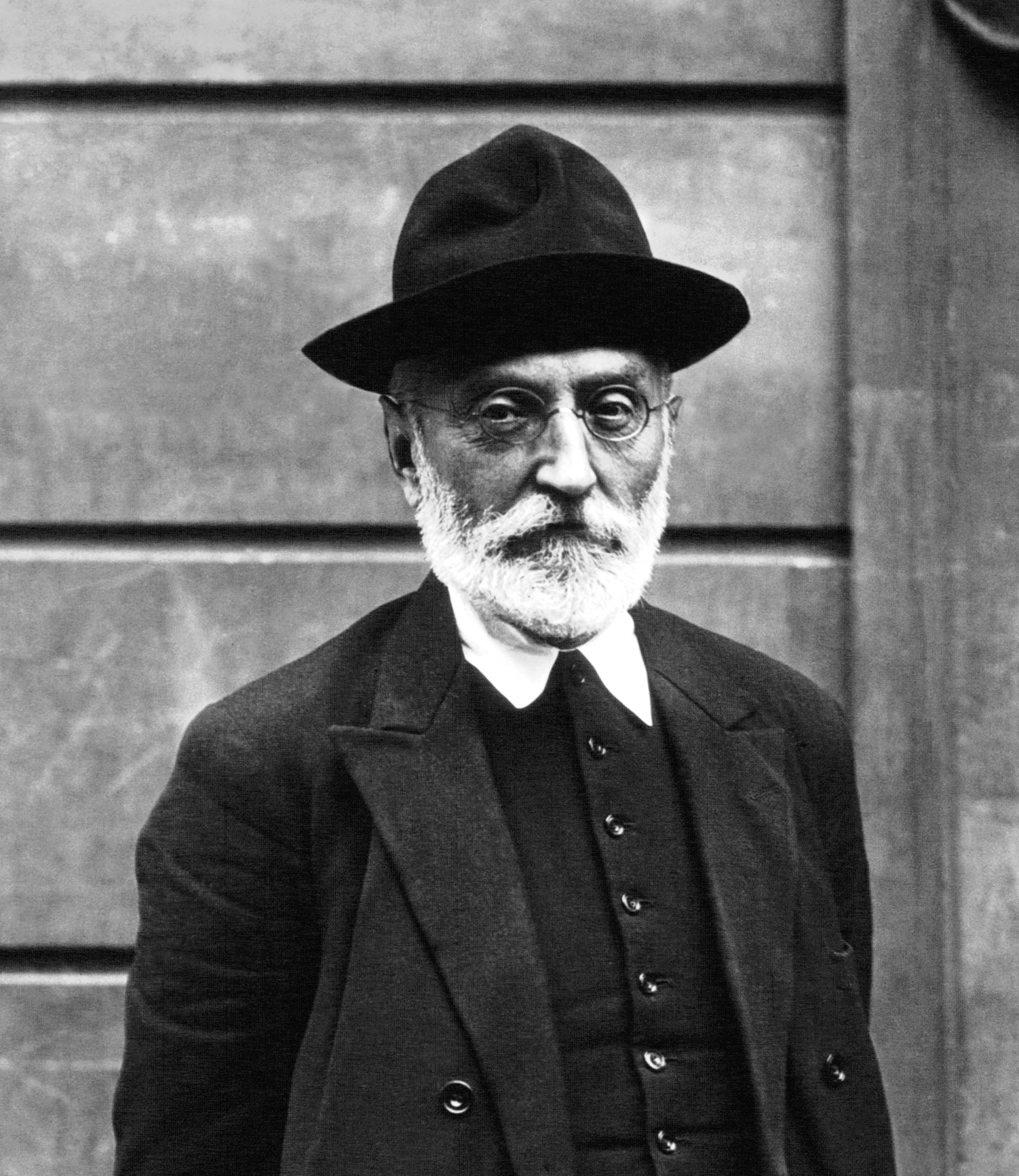
Miguel de Unamuno, si bien en un principio apoyó al bando sublevado, posteriormente calificó a ambos contendientes como los hunos y los hotros.

## La «Edad de Plata»

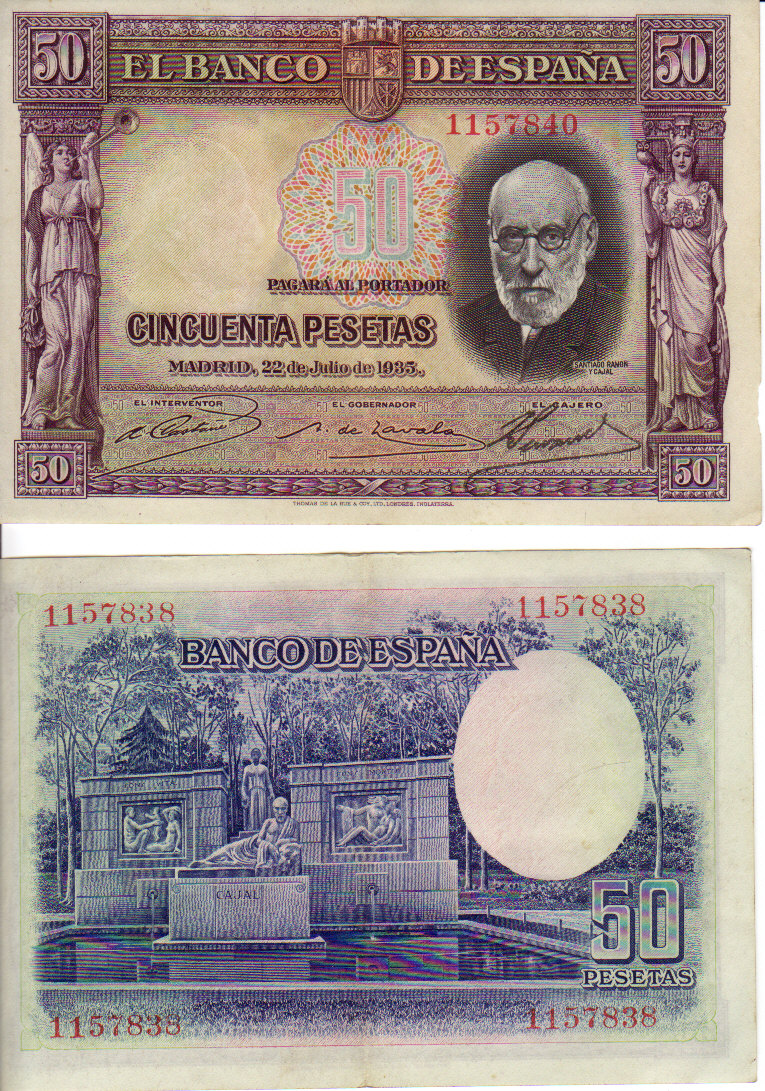
Billete dedicado a Ramón y Cajal en 1935. En su reverso, el monumento obra del escultor Victorio Macho (1926), que se encuentra en el parque del Retiro.